# دراغون (مجلة)
 دراغون واحدة من مجلتين رسميتين للمواد المصدرة للعبة تقمص أدوار دونجونز اند دراغونز والمنتجات المرتبطة بها؛ والمجلة الآخرى دونجون.

## نبذة
أطلقت شركة TSR، Inc. في الأصل المجلة الشهرية المطبوعة في عام 1976 لتحل محل النشر السابق للشركة، المراجعة الاستارتيجية . كان العدد النهائي المطبوع رقم 359 في سبتمبر 2007.  بعد وقت قصير من إصدار آخر إصدار مطبوع في منتصف أغسطس 2007، أعادت ويزاردز أوف ذا كوست (جزء من هاسبرو ، إنك)، مالكة حقوق النشر الحالية للمطبوعة، إطلاق درغون كمجلة على الإنترنت، مع الاستمرار في ترقيم النسخة المطبوعة. كان آخر عدد تم نشره هو رقم 430 في ديسمبر 2013. نشرة رقمية تسمى دراغون + ، تحل محل مجلة دراغون، تم إطلاقها في عام 2015. تم إنشاؤه بواسطة ديالكت بالتعاون مع ويزادز اوف ذا كاوستس، وأعاد تشغيل نظام الترقيم للمشكلات في رقم 1.

## تاريخ

### تي اس ار
في عام 1975، بدأت TSR، Inc. في نشر «المراجعة الاستراتيجية» . في ذلك الوقت، كانت لا تزال شهدت مباريات الأدوار باعتباره فرعا من لعبة حربية الصناعة، وصمم مجلة ليس فقط لدعم دنجنز اند دراقونز وغيرها من الألعاب تي ار اس، ولكن أيضا لتغطية لعبة حربية بشكل عام. ومع ذلك، في وقت قصير، أوضحت شعبية ونمو لعبة دونجنز اند دراقونز أن اللعبة لم تفصل نفسها فقط عن أصولها في المناورات، ولكنها أطلقت صناعة جديدة تمامًا لنفسها.
و ألغى TSR The Strategic Review بعد سبعة أعداد فقط في العام التالي، واستبدله بمجلتين، ليتل وارز ، التي غطت المناورات المصغرة، و ذا دراغونز ، التي غطت ألعاب لعب الأدوار. بعد اثني عشر عددًا، توقفت Little Wars عن النشر المستقل وتم نشر العدد 13 كجزء من إصدار Dragon رقم 
وظهرت المجلة لأول مرة باسم التنين في يونيو 1976. علق المؤسس المشارك لـ TSR Gary Gygax بعد سنوات: «عندما قررت أن The Strategic Review لم يكن الأداة المناسبة، عينت تيم كاسك كمحرر لمجلة لقواعد الدراسات التكتيكية، وأطلق على المنشور الجديد الذي كان سينتجه The Dragon ، اعتقدت سيكون لدينا في نهاية المطاف دورية رائعة لخدمة عشاق الألعاب في جميع أنحاء العالم. . . لم أفكر في أي وقت من الأوقات في تحقيق مثل هذا النجاح الكبير أو العمر الطويل.» 
وكان دراغون نقطة الانطلاق لعدد من القواعد والتعاويذ والوحوش والعناصر السحرية والأفكار الأخرى التي تم دمجها في المنتجات الرسمية اللاحقة للعبة Dungeons & Dragons. وخير مثال على ذلك هو إعداد حملة «العوالم المنسية»، والتي أصبحت معروفة لأول مرة من خلال سلسلة من مقالات التنين في الثمانينيات من قبل منشئها إد غرينوود. واصبحت لاحقًا واحدة من «عوالم» الحملة الأساسية لمنتجات Dungeons and Dragons الرسمية، بدءًا من عام 1987. ظهرت المجلة على الغلاف باسم Dragon من يوليو 1980،  غيرت اسمها لاحقًا إلى Dragon Magazine بدءًا من نوفمبر 1987.

### ويزاردز اوف ذا كوست
واشترت Wizards of the Coast TSR وممتلكاتها الفكرية، بما في ذلك مجلة دراغون ، في عام 1997. ثم تم نقل الإنتاج من ولاية ويسكونسن إلى ولاية واشنطن. في عام 1999، تم شراء Wizards of the Coast نفسها بواسطة Hasbro، Inc. عانت مجلة Dragon Magazine فجوة مدتها خمسة أشهر بين # 236 و # 237 لكنها ظلت منشورة بواسطة TSR كشركة تابعة لـ WotC بدءًا من سبتمبر 1997،  وحتى يناير 2000 عندما أصبحت WotC الناشر الفعلي المدرج. لقد أزالوا كلمة «مجلة» من عنوان الغلاف بدءًا من إصدار يونيو 2000، وتغيير اسم المجلة مرة أخرى إلى Dragon.
وفي عام 1999، تم إصدار مجموعة من أول 250 إصدارًا بتنسيق PDF مع عارض خاص يتضمن بحثًا عن مقالة وكلمة مفتاحية على حزمة CD-ROM. كما تم تضمين 7 أعداد من المراجعة الاستراتيجية . يُعرف هذا التجميع باسم البرنامج بعنوان أرشيف مجلة دراغون . بسبب القضايا التي أثيرت مع حكم عام 2001 في قضية Greenberg v. ناشيونال جيوغرافيك فيما يتعلق بحقوق إعادة طبع نصوص فكاهية مختلفة (مثل Wormy و What's New with Phil & Dixie و Snarf Quest و Knights of the Dinner Table  والتي تمت تغطيتها في بيان TSR الخاص في العدد الأول أن «جميع المواد المنشور هنا يصبح ملكية حصرية للناشر ما لم يتم إجراء ترتيبات خاصة بخلاف ذلك.» ) التي تمت طباعتها في دراغون على مر السنين وسياسة Paizo Publishing التي تحتفظ منشئي القصص المصورة بحقوق النشر الخاصة بهم، محلة دراغون الأرشيف نفدت طبعته ويصعب العثور عليه.

### بايزو
وفي عام 2002، حصلت نشر بايزو على حقوق نشر كل من Dragon و Dungeon بموجب ترخيص من Wizards of the Coast. تم نشر Dragon بواسطة Paizo اعتبارًا من سبتمبر 2002. لقد ربطت Dragon بشكل أوثق بـ Dungeon من خلال تضمين مقالات تدعم وتروج لمغامراتها الرئيسية متعددة القضايا مثل Age of Worms و Savage Tide . كما تم تقديم أعمال الفصل ، وهي مقالات شهرية من صفحة واحدة أو صفحتين تقدم أفكارًا لتطوير فئات شخصية محددة، بواسطة Paizo.

### العودة إلى ويزردز اوف ذا كوست
وفي 18 أبريل 2007، أعلنت ويزاردز أوف ذا كوست أنها لن تجدد تراخيص بايزو لـ Dragon and Dungeon . صرح سكوت روس، كبير مديري العلامات التجارية في Dungeons & Dragons في Wizards of the Coast ، «اليوم الإنترنت هو المكان الذي يذهب إليه الناس للحصول على هذا النوع من المعلومات. بالانتقال إلى نموذج عبر الإنترنت، فإننا نستخدم نظام توصيل يوسع وصولنا إلى المعجبين في جميع أنحاء العالم.»  نشر بايزو آخر الإصدارات المطبوعة من مجلتي دراغون و دونحون لشهر سبتمبر 2007.
وفي أغسطس 2007، أعلن ويزاردز أوف ذا كوست عن خططه للنسخة الرابعة من لعبة Dungeons & Dragons. كان جزء من هذا الإعلان هو أن محتوى المشتركين في دي اند دي انسايدر سيشمل الإصدارات الجديدة عبر الإنترنت من مجلتي Dungeon و Dragon جنبًا إلى جنب مع أدوات لبناء الحملات وإدارة أوراق الشخصيات وميزات أخرى. في شكله عبر الإنترنت، يواصل دراغون نشر مقالات تستهدف لاعبي Dungeons & Dragons ، مع بيانات القواعد من هذه المقالات التي تغذي D&D Character Builder وأدوات أخرى عبر الإنترنت.

#### وقف
وفي عدد سبتمبر 2013 من Dragon (# 427) مقال بقلم Wizards of the Coast مصمم ومحرر اللعبة كريس بيركنز أعلن أن كلا من Dragon ومنشوره الشقيق دونجن سيظلان في فترة توقف ابتداء من يناير 2014 بانتظار إصدار <i id="mwjw">Dungeons &amp; Dragons</i> 5th Edition. الإصدار النهائي عبر الإنترنت الذي تم إصداره كان الإصدار رقم 430 في ديسمبر 2013.

#### التنين +
وتم إطلاق منشور جديد ورقمي بالكامل نصف شهري يسمى Dragon + ، في 30 أبريل 2015،  خلفًا للإصدارات الحالية من مجلتي Dragon و Dungeon. تم إنشاء النسخة الإلكترونية التي أنشأتها لهجة بالتعاون مع ويزاردز أوف ذا كوست، وتوقفت عن الاستمرار في النسخ المطبوعة والرقمية لكلتا المجلات، وأعادت تشغيل نظام الترقيم الخاص بها للإصدارات في رقم 1. يمكن الوصول إليه في ثلاثة إصدارات - إما كتطبيق IOS محمول مجاني (متوفر في iTunes)، أو كتطبيق اندرويد للجوال، أو عبر الويب.
وتصنف المجلة نفسها على أنها تطبيق بمحتوى «يعرض الجديد في Dungeons & Dragons - بدءًا من الخلفية الدرامية والمعلومات العالمية إلى المناقشات حول ما سيأتي بعد ذلك من المبدعين والمطورين لمنتجات D&D المفضلة لديك». تضمنت المقالات محتوى غلاف مثل: إستراتيجيات اللعبة والأفكار؛ تفاصيل قصة دي اند دي الحالية؛ المقابلات. سلسلة كوميدية مستمرة؛ معرفة؛ معلومات عالم العوالم المنسية؛ تحديثات المجتمع وإرسالات المعجبين؛ ومقاطع الفيديو. يمكن أيضًا الوصول إلى محتوى إضافي في المجلة من خلال روابط لمحتوى المجلة في خلاصات Facebook وTwitter.

## المحتوى
ونشر العديد من الكتاب ومصممي وفناني الألعاب الأكثر شهرة في عالم الألعاب أعمالهم في المجلة. من خلال معظم إدارتها، نشرت المجلة بشكل متكرر قصص خيالية، إما قصص قصيرة أو مقتطفات من الروايات. بعد التسعينيات، أصبح ظهور القصص الخيالية نادرًا نسبيًا. أحد الأمثلة المتأخرة كان المقتطف المميز للعدد 305 من رواية جورج آر آر مارتن التي رشحها هوغو لاحقًا «وليمة للغربان» . كما تضمنت مراجعات لكتب من روايات الخيال والخيال العلمي، وأحيانًا أفلام ذات أهمية خاصة (مثل الفيلم التلفزيوني المتاهات والوحوش).
ومن بداية المجلة حتى العدد 274، من أغسطس 2000، نشر دراغون مقالات لإصدارات مختلفة من Dungeons & Dragons ، وفي أوقات مختلفة، أنظمة ألعاب أخرى. مع الإصدار 274، نشر دراغون محتوى D&D الإصدار الثالث حصريًا، أو محتوى للألعاب الأخرى التي نشرتها Wizards Of The Coast's d20 System games. مع إصدار تحديث الإصدار 3.5 في يوليو 2003، نشر الإصدار 309 وما بعده محتوى الإصدار 3.5 فقط وحمل إعلان التسمية الرئيسي "100٪ Official Dungeons & Dragons". تحولت المجلة إلى الإصدار الرابع من محتوى D&D حصريًا من الإصدار 364 عند إصدار الإصدار الرابع في يونيو 2008.

### مقالات
و قدمت معظم مقالات المجلة مواد تكميلية لـ دي اند دي بما في ذلك فصول جديدة للهيبة والأجناس والوحوش والعديد من الموضوعات الأخرى التي يمكن استخدامها لتحسين لعبة Dungeons & Dragons . قدم عمود مشهور طويل الأمد Sage Advice إجابات رسمية لأسئلة Dungeons & Dragons التي قدمها اللاعبون. قدمت مقالات أخرى نصائح واقتراحات لكل من اللاعبين و Dungeon Masters (DMs). ناقش أحيانًا قضايا الألعاب الوصفية ، مثل التوافق مع زملائه اللاعبين. في نهاية الدورة المطبوعة، عرضت المجلة أيضًا أربعة رسوم هزلية؛ Nodwick و Dork Tower و Zogonia ونسخة متخصصة من الويب الهزلي The Order of the Stick . تتضمن المقاطع المصورة السابقة الموجهة للاعبين Knights of the Dinner Table و Finieous Fingers و What's New with Phil &amp; Dixie و Wormy و Yamara و SnarfQuest .
وكانت إحدى السمات المعتادة لـ دراغون لسنوات عديدة هي مقالات "Ecology of ..." كما تمت مناقشتها أحيانًا بواسطة الحكيم الخيالي Elminster ، حيث تلقى وحش D & D مراجعة متعمقة، موضحًا كيفية العثور على الطعام، وإعادة إنتاجه، وما إلى ذلك. إيابا. في عهد بايزو، أصبحت مثل هذه المقالات المتعلقة بالبيئة أكثر ثقلًا في "أزمة" (ميكانيكا اللعبة) مقارنة بـ "الزغب" (السرد والوصف) أكثر من ذي قبل. نصت إرشادات التقديمات في Dragon صراحةً على أن مقالات علم البيئة "يجب أن يكون لها نهج دليل الصياد، على الرغم من أنه لا ينبغي كتابتها" بالصوت "واستدعاء الشكل الدقيق لمقالات علم البيئة، مما يترك مساحة أقل للترخيص الفني من قبل المؤلف.
وفي أوائل الثمانينيات من القرن الماضي، كان كل إصدار تقريبًا من دراغون يحتوي على مغامرة لعب الأدوار، أو لعبة لوحية بسيطة، أو نوعًا من ملحقات الألعاب الخاصة (مثل قلعة مقطوعة من الورق المقوى). على سبيل المثال، بدأ كل من Tom Wham 's Snit's Revenge و The Awful Green Things from Outer Space و File 13 كمكملات داخل The Dragon . أصبحت ميزات المكافآت هذه نادرة بعد إطلاق مجلة دونجن عام 1986، والتي نشرت العديد من مغامرات Dungeons & Dragons الجديدة في كل إصدار.
ومن خلال الثمانينيات، بعد أن اشترت TSR شركة Simulations Publications Inc. كان للمجلة قسم فرعي يسمى Ares Magazine ، استنادًا إلى مجلة SPI التي تحمل هذا الاسم، وهي متخصصة في الخيال العلمي وألعاب لعب الأدوار الخارقة، مع صفحات مميزة بحدود رمادية. تضمن المحتوى عمليات كتابة لشخصيات مختلفة من Marvel Universe لـ TSR's Marvel Super-Heroes .

### قضايا خاصة
وكما لوحظ أعلاه ، سبقت التنين سبعة أعداد من المراجعة الاستراتيجية . في السنوات الأولى للمجلة، نشرت أيضًا خمسة أعداد «أفضل»، وأعادت طبع مقالات مرموقة من مجلة «ذا ستراتيجيك ريفيو» و «ذا دراجون» . من عام 1996 إلى عام 2001، نشرت مجلة دراغون «التنين السنوي»، العدد الثالث عشر من كل المحتوى الجديد.

## المحررين
إصدارات الطباعة:
- # 1 - 34: تيموثي جيه كاسك، محرر
- رقم 35 - 48: جيك جاكيه، محرر
- # 49 - 114 و 199 - 217: كيم موهان، رئيس التحرير
- # 115 - 198: روجر إي مور، محرر
- # 218 - 221: محرر وولفجانج بور
- رقم 222 - 238: بيرس ب. واترز، رئيس التحرير
- # 222 - 229: أنتوني جيه براينت، محرر
- # 230 - 273 و 274 - 287: ديف جروس، محرر ورئيس تحرير
- # 288 - 311: جيسي ديكر، رئيس التحرير
- رقم 312 - 315: كريس توماسون، رئيس التحرير
- رقم 316 - 326: ماثيو سيرنيت، رئيس التحرير
- # 327-359: إريك منى، رئيس التحرير

الإصدارات الرقمية (عبر الإنترنت / PDF):
- # 360 - 388: كريس يونجس، رئيس التحرير
- # 389 - 430: ستيف وينتر، رئيس التحرير
- (Dragon +) # 1-7 مات تشابمان، رئيس التحرير؛ # 8-13 جون هوليهان، رئيس التحرير؛ # 14 حتى الآن مات تشابمان، رئيس التحرير

## الجوائز
وتم إصدار مجموعة من دراغون كأرشيف مجلة دراغون في عام 1999. تم إصداره كقرص مضغوط لنظام التشغيل ويندوز 95/98 أو ويندوز ان تي مع ملفات بتنسيق بي دي اف من ادوبي. تم توجيه The Dragon Magazine Archive بواسطة Rob Voce ، وتم نشره بواسطة TSR / Wizards of the Coast . تمت مراجعته بواسطة النسخة الإلكترونية من Pyramid في 25 نوفمبر 1999.
- 1984: جائزة Origins لأفضل مجلة احترافية في لعب الأدوار لعام 1984 [21]
- 1986: جائزة Origins لأفضل مجلة أدوار احترافية لعام 1985
- 1987: جائزة Origins عن «الجائزة الخاصة للإنجاز المتميز لعام 1987».[22]
- 1990: جائزة Origins لأفضل مجلة ألعاب احترافية لعام 1989 [23]
- 1994: جائزة Origins لأفضل مجلة ألعاب احترافية لعام 1993
- 1995: Origins Awards for Best Professional Gaming Magazine of 1994 ، Origins Adventure Gaming Hall of Fame [24]
- 2004: جائزة Origins لأفضل إصدار دوري متعلق بالألعاب لعام 2003 [25]
- 2007: جائزة Origins لأفضل مطبوعة واقعية لعام 2006

## إصدارات أخرى
شعر المراجع أن الأرشيف «يستحق الثمن»، لكنه أشار إلى أنه لم يكن متوافقًا مع Macintosh : «لقد فشل هذا المنتج بشكل سيء في عالم Mac. نظرًا لأن الأرشيف الفعلي بتنسيق PDF الخاص بـ Adobe ، يمكن قراءة الملفات بواسطة أي شخص يعمل بنظام Macintosh و Adobe Acrobat. لسوء الحظ، فإن أدوات البحث المساعدة التي تتيح الوصول إلى الأرشيف غير متاحة لمستخدمي Mac.» 

## روابط خارجية
- DragonDex - فهرس كامل وشامل لمحتويات مجلة Dragon من خلال الإصدار النهائي المطبوع # 359 (آخر تحديث في عام 2007)
- مجلة التنين + الرقمية نسخة محفوظة 2 مايو 2020 على موقع واي باك مشين.
- تطبيق Dragon + مجلة iOS الرقمية
- مجلات التنين المؤرشفة على أرشيف الإنترنت